# Vicki Lewis
Vicki Lewis, est une actrice américaine née le 17 mars 1960 à Cincinnati, Ohio (États-Unis).

## Filmographie
- 1985 : The Day the Senior Class Got Married (TV)
- 1994 : Seinfeld (TV) Saison 6, Episode 9 : The Secretary
- 1994 : La Petite star (I'll Do Anything) : Millie
- 1995- 1999 : News Radio (série télévisée) : Beth
- 1995 : Bye Bye Birdie (TV) : Gloria Rasputin
- 1997 : La Souris (Mousehunt) : April Smuntz
- 1998 : Godzilla : Dr. Elsie Chapman
- 1999 : Breakfast of Champions : Grace Le Sabre
- 1999 : Les Aiguilleurs (Pushing Tin) : Tina Leary
- 1999 : Mission Hill (série télévisée) : Posey Tyler / Natalie Leibowitz-Hernandez (voix)
- 2000 : Dingo et Max 2 (An Extremely Goofy Movie) (vidéo) : Beret Girl in Cafe (voix)
- 2001 : Three Sisters (série télévisée) : Nora Bernstein-Flynn Quinn
- 2003 : Le Monde de Nemo (Finding Nemo) : Deb / Flo (voix)
- 2006 : Betsy's Kindergarten Adventures (série télévisée) : Molly
- 2009 : Docteur Dolittle 5 (Dr. Dolittle: Million Dollar Mutts) : Chubster (voix)
- 2009 : L'Abominable Vérité de Robert Luketic : Saleswoman
- 2010 : Alpha et Oméga (Alpha and Omega)  : Eve (voix)
- 2012 : J'ai épousé une star (I Married Who?) (TV) : Vivienne

## Voix françaises
- Dorothée Jemma dans J'ai épousé une star (2012)